# مصطفى مسعد
مصطفى مسعد مصطفي مسعد وزير التربية والتعليم الجديد في عهد حكومة هشام قنديل رئيس الوزراء المكلف من جانب الرئيس المصري محمد مرسي , حيث واجه المعلمين اختيار مسعد بغضب عارم نظرا لان مصطفي مسعد استاذا بكلية الهندسة بجامعة القاهرة وليس له اى خبرات تربوية واكدوا ان اختياره عودا إلى اختيار وزراء ليس لهم صفة بالعمل التربوي قائلين هل يمكن تعيين مدرسا لوزارة الصحة لايفهم في شئونها وهذا يعنى اهدارا لحقوق المعلمين بشكل كبير وننقل لكم احدث الصور لمصطفي مسعد وزير التربية والتعليم الجديد 